# Храм иконы Божией Матери «Всех скорбящих Радость» на Калитниковском кладбище
Храм иконы Божией Матери Всех скорбящих Радость на Калитниковском кладбище (Скорбященская церковь) — православный храм на Калитниковском кладбище на юго-востоке Москвы. Относится к Покровскому благочинию Московской городской епархии.

## История
Кладбище было основано в 1771 году за пределами города, когда после эпидемии чумы все захоронения в городской черте были запрещены. В январе 1773 года на кладбище была освящена первая деревянная церковь. Она сгорела, новая (с приделом Боголюбской Богоматери) была построена в 1780 году.
Существующая каменная церковь была построена в 1834—1838 годах по проекту архитектора Н. И. Козловского.
В конце XIX века церковь была перестроена. В 1890-е годы отделка интерьера церкви (ризница, иконостас) осуществлена архитектором И. Т. Барютиным.
В стенах храма похоронена блаженная старица схимонахиня Ольга.

### В XX веке
В 1905—1912 годах церковь была обновлена изнутри, но придельные иконостасы сохранились старые.
В 1930 году церковь не была закрыта, но попала в руки обновленцев и в 1937 году стала одной из семи обновленческих храмов Москвы. Возвратилась в Патриаршую церковь вместе с другими кладбищенскими храмами Москвы в 1944 году.
В восстановлении резных частей иконостаса и киотов в середине 1950-х годов принимали участие резчики по дереву братья Михаил и Пётр Ворносковы.

## Приделы
- Иконы Божией Матери «Всех скорбящих Радость» (главный)
- Св. блгв. князя Александра Невского
- Свт. Николая

## Святыни
- икона Божией Матери «Всех Скорбящих Радость»
- икона с 40 частицами мощей разных святых

## Духовенство
- Настоятель храма — протоиерей Валерий Привалов;
- Штатный священник протоиерей Александр Кириллин;
- Штатный священник иерей Валентин Федоров;
- Священник Павел Буров[3].

В 1948—1951 годах диаконом в храме служил Виктор Коноплёв, в будущем митрополит Калининский и Кашинский Алексий.
С конца 1969 до 1994 года в храме 25 лет служил иерей (позже протоиерей) Валентин Юшкевич.